# Дейр-эс-Сумадия-эль-Джануби
Дейр-эс-Сумадия-эль-Джануби (араб. دير الصمادية الجنوبي‎) — деревня на северо-западе Иордании, расположенная на территории мухафазы Аджлун. Входит в состав района Аджлун.

## Географическое положение
Деревня находится в западной части мухафазы, в гористой местности, к востоку от реки Иордан, на расстоянии приблизительно 35 километров (по прямой) к северо-западу от столицы страны Аммана. Абсолютная высота — 764 метра над уровнем моря.

## Население
По данным официальной переписи 2015 года численность население составляла 62 человека (34 мужчины и 28 женщин). В деревне насчитывалось 13 домохозяйств.
Динамика численности населения Дейр-эс-Сумадия-эль-Джануби по годам:
| 1994 | 2015 |
| ---- | ---- |
| 94   | 62   |

## Транспорт
Ближайший аэропорт расположен в городе Амман.